# بشنین، حماة
بشنین (به عربی: بشنین) یک روستا در سوریه است که در ناحیه عوج واقع شده‌است. بشنین ۱٬۹۷۱ نفر جمعیت دارد.